# 1º Reggimento corazzato
Il 1º Reggimento corazzato è una unità atipica dell'Esercito Italiano alle dipendenze del Comando Militare Esercito "Sardegna", che provvede alla gestione del Poligono Militare di Capo Teulada in Sardegna.

## Storia

### Le origini
Il 1º Reggimento fanteria carrista venne costituito a Vercelli il 15 settembre 1936 articolato su comando, deposito, un battaglione di carri di rottura e tre battaglioni carri d’assalto, poi denominati rispettivamente "medi" e "leggeri.
Il 1 gennaio 1938 ricevette il XXIII battaglione carri L "Stennio" mentre il 30 novembre dello stesso anno cedette al 32º Reggimento fanteria carrista il IV° battaglione carri M con la contemporanea assegnazione del IV battaglione carri L "Monti" e del XXII battaglione carri L "Coralli". Nel 1939 cedette il III battaglione carri L al 32º Reggimento fanteria carrista e due battaglioni carri L al 33º Reggimento fanteria carrista, ricevendo dal 32º Reggimento Fanteria Carrista il CCCXXIII battaglione carri M che, divenuto nel 1940 III battaglione carri M13/40, venne inviato alla Brigata corazzata speciale in Libia. Il 10 giugno 1940, all'entrata in guerra dell'Italia nel secondo conflitto mondiale era inquadrato nel Raggruppamento Celere della 4ª Armata, prendendo parte alle operazioni sulle Alpi Occidentali, inizialmente dislocato in seconda schiera nell'alta Valle della Dora Riparia con alcuni reparti che operarono nel settore Moncenisio-Bardonecchia. Nell'agosto 1940 cedette due battaglioni carri L al 32º Reggimento fanteria carrista mentre il Comando di Reggimento ed un battaglione carri L raggiunsero l'Africa Settentrionale dove il 20 luglio costituì il presidio di El-Mechili dove rimase sino al ripiegamento di dicembre, effettuato a stretto contatto con l'avversario. Il 26 dicembre 1940 il battaglione carri L da poco giunto passò alle dirette dipendenze del X Corpo d'armata, il comando reggimento venne sciolto, a causa delle perdite subite, l'8 febbraio 1941, al termine della prima offensiva britannica.
Il 15 marzo 1941 venne ricostituito in Patria il comando di Reggimento, per trasformazione del comando Truppe al Deposito; il 1º Reggimento fanteria carrista venne assegnato alla 136ª Divisione corazzata "Giovani Fascisti" con un organico che prevedeva il XVI battaglione carri M13/40, il III Gruppo corazzato "Lancieri di Novara" su L6/40, un reparto riparazioni e recuperi, una compagnia contraerea da 20 mm e la 54ª officina MP, ma di fatto l'assegnazione alla 136ª Divisione corazzata "Giovani Fascisti" venne annullata; il XVI battaglione carri, ricevuto dal deposito del 32º Reggimento fanteria carrista nel maggio 1943 sarà ceduto allo stesso 32º Reggimento fanteria carrista ridislocato in Sardegna. Nel novembre 1941 nel deposito reggimentale venne costituito il I battaglione carri Lf (lanciafiamme) poi disciolto a poco più di un mese dalla sua costituzione con le due compagnie assegnate una al II battaglione carri Lf del 4º Reggimento fanteria carrista, l'altra al Comando Truppe Montenegro. Nel corso del secondo conflitto mondiale presso il deposito reggimentale vennero costituite diverse unità del Regio Esercito che operarono poi sui vari fronti.
In seguito alle vicende armistiziali l'11 settembre 1943 il Reggimento ed il deposito reggimentale vennero disciolti.
Il 1º luglio 1948 venne costituito, presso la Scuola di Carrismo di Roma il 1º Reggimento carristi, articolato su due battaglioni carri, che dal 7 settembre 1948 passò alle dipendenze della Brigata corazzata "Ariete", cambiando successivamente denominazione per ridare vita al 132º Reggimento carristi.

### Il CAUC e la ricostituzione del Reggimento

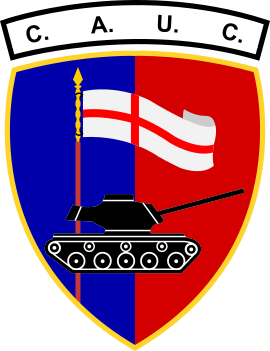
Scudetto omerale del CAUC.

L'11 maggio 1959 venne costituito a Capo Teulada il "CAUC" (Centro di Addestramento Unità Corazzate), per lo specifico addestramento dei reparti che impiegavano mezzi corazzati, che, dal 1º maggio 1974 venne trasformato in 1º Reggimento fanteria corazzato che ha ereditato così la Bandiera del 1º Reggimento fanteria carrista. Al Reggimento vennero assegnati i reparti necessari allo svolgimento dei suoi compiti presso il poligono di Capo Teulada; fra i compiti assegnati all'unità quello dell'organizzazione della struttura riguardante i mezzi, i materiali, i servizi e la sicurezza del poligono, il funzionamento dello stesso quale area di addestramento per le esercitazioni in bianco ed a fuoco per le truppe meccanizzate e corazzate fino a livello gruppo tattico. In quel periodo l'attività del Reggimento era quasi esclusivamente finalizzata al supporto delle unità in addestramento provenienti da tutti i paesi della NATO; la 1ª compagnia carri e la 2ª compagnia bersaglieri erano le unità che esprimevano la capacità operativa del Reggimento stesso. Presso il poligono era presente anche un piccolo squadrone elicotteri addetti alla ricognizione ed inizialmente equipaggiati con i vecchi Agusta-Bell AB47.
Il 9 marzo 1993 la denominazione venne modificata in 1º Reggimento corazzato articolato su comando, compagnia comando e servizi, 1º battaglione corazzato, (articolato a sua volta su 1ª compagnia carri, 2ª compagnia bersaglieri, compagnia armi di sostegno, batteria artiglieria campale semovente), compagnia mantenimento, nucleo carabinieri, reparto alla sede.

## Stemmo araldico
Lo stemma è stato concesso con decreto del 14 luglio 1975.
finestrato di nero.
Corona turrita.
Ornamenti: lista bifida: d'oro, svolazzante, collocata sotto la punta dello
scudo, incurvata con la concavità rivolta verso I'alto, riportante il motto: "FOLGORE NELLA BATTAGLIA".»
Lo scudo "pieno" con lo smalto d'azzurro riassume i requisiti meritati dal 1º reggimento fanteria carrista, dal quale discende l'attualè unità: vigilanza, fierezza, amor di Patria, buona fama.
La banda d'argento è tratta dal vecchio stemma del 1º carristi, mentre la folgore di porpora è uno specifico riferimento alla specialità bersaglieri il cui colore tradizionale è il cremisi, in riferimento ai repartì che, nel dopoguerra, hanno fatto parte di unità corazzate.
I due torrioni simboleggiano il legame territoriale del reggimento con la Sardegna, rappresentata araldicamente da nuraghi e torrioni.